# Tito Solari Capellari

Erzbischofswappen von Tito Solari Capellari

Tito Solari Capellari SDB (* 2. September 1939 in Pesariis di Prato Carnico, Region Friaul-Julisch Venetien) ist ein italienischer Ordensgeistlicher, Missionar und emeritierter römisch-katholischer Erzbischof von Cochabamba.

## Leben
Nachdem er in die Ordensgemeinschaft der Salesianer Don Boscos eingetreten war, empfing er nach den philosophischen und theologischen Studien am 23. Dezember 1966 die Priesterweihe. 1974 ging er in die Mission nach Bolivien, zunächst als Pfarrer in Yacapani, dann ab 1981 als Provinzial der bolivianischen Provinz seiner Ordensgemeinschaft.
Am 16. Dezember 1986 wurde er durch Papst Johannes Paul II. zum Weihbischof in Santa Cruz de la Sierra und zum Titularbischof von Aquae Novae in Numidia ernannt. Die Bischofsweihe spendete ihm Erzbischof Luis Aníbal Rodríguez Pardo am 19. März 1987. Mitkonsekratoren waren der Apostolische Nuntius in Bolivien, Erzbischof Santos Abril y Castelló, und der Erzbischof von Cachabamba, Gennaro Maria Prata Vuolo SDB.
Am 7. März 1998 wurde er zum Erzbischofkoadjutor des Erzbistums Cochabamba mit dem Recht der Nachfolge auf Erzbischof René Fernández Apaza erwählt. Er trat diese am 8. Juli 1999 an. Im Heiligen Jahr 2000 erhielt er durch Papst Johannes Paul II. das Pallium eines Metropoliten. 
Papst Franziskus nahm am 24. September 2014 seinen altersbedingten Rücktritt an.